# Лідія Вукічевич
Лідія Вукічевич (серб. Лидија Вукићевић; нар. 20 липня 1962, Кралево, СФРЮ) — югославська та сербська акторка та політична діячка. Членкиня Сербської радикальної партії (2004—2012).

## Вибіркова фільмографія
- До побачення у Чикаго (1996)
- Афтерпарті (2017)